# Impatiens daraneenae
Impatiens daraneenae är en balsaminväxtart som beskrevs av Piyakaset Suksathan och Triboun. Impatiens daraneenae ingår i släktet balsaminer, och familjen balsaminväxter. Inga underarter finns listade i Catalogue of Life.